# Плейнфілд (переписна місцевість, Вермонт)
Плейнфілд (англ. Plainfield) — переписна місцевість (CDP) в США, в окрузі Вашингтон штату Вермонт. Населення — 424 особи (2020).

## Географія
Плейнфілд розташований за координатами 44°16′35″ пн. ш. 72°25′39″ зх. д. / 44.27639° пн. ш. 72.42750° зх. д. (44.276345, -72.427463).  За даними Бюро перепису населення США в 2010 році переписна місцевість мала площу 0,60 км², з яких 0,59 км² — суходіл та 0,01 км² — водойми.

## Демографія
Згідно з переписом 2010 року, у переписній місцевості мешкала 401 особа в 177 домогосподарствах у складі 94 родин. Густота населення становила 670 осіб/км².  Було 195 помешкань (326/км²).
Расовий склад населення:
| - 96,0 % — білих - 1,2 % — корінних американців - 0,2 % — чорних або афроамериканців - 0,2 % — азіатів |

До двох чи більше рас належало 2,2 %. Частка іспаномовних становила 1,0 % від усіх жителів.
За віковим діапазоном населення розподілялося таким чином: 22,4 % — особи молодші 18 років, 69,9 % — особи у віці 18—64 років, 7,7 % — особи у віці 65 років та старші. Медіана віку мешканця становила 39,2 року. На 100 осіб жіночої статі у переписній місцевості припадало 108,9 чоловіків;  на 100 жінок у віці від 18 років та старших — 106,0 чоловіків також старших 18 років.
Середній дохід на одне домашнє господарство  становив 58 684 долари США (медіана — 48 125), а середній дохід на одну сім'ю — 80 432 долари (медіана — 69 063). За межею бідності перебувало 5,8 % осіб, у тому числі 0,0 % дітей у віці до 18 років та 27,8 % осіб у віці 65 років та старших.
Цивільне працевлаштоване населення становило 171 особа. Основні галузі зайнятості: освіта, охорона здоров'я та соціальна допомога — 23,4 %, виробництво — 18,1 %, публічна адміністрація — 12,3 %, фінанси, страхування та нерухомість — 12,3 %.